# Tsunami (miniserie)
Tsunami är en svensk miniserie i tre delar som hade premiär i SVT den 3 februari 2020. För manus och originalidé står Sara Kadefors och regissör är Henrik Georgsson.
Serien följer ett antal människor vars liv ställs på ända under tsunamikatastrofen 2004. Tomas är chef för en biståndsorganisation och antas ha försvunnit i tsunamin. Hans kollega Abbe har svindlat organisationen på pengar, och när Tomas upptäcker bedrägeriet kräver han att Abbe betalar tillbaka under julen. Medan Tomas åker på semester till Thailand pekar en tidning ut honom som skyldig till förskingringen. Samtidigt har hans älskarinna Emelie bestämt sig för att lämna sin cancersjuke man. Tiden före katastrofen avhandlas i den första delen, händelserna under tsunamin i den andra och efterspelet i det sista avsnittet.

## Rollista (i urval)
| Henrik Norlén      | – Tomas    |
| Louise Peterhoff   | – Emelie   |
| Fredrik Lycke      | – Abbe     |
| Liv Mjönes         | – Nina     |
| Thure Lindhardt    | – Olle     |
| Evin Ahmad         | – Sara     |
| David Lindström    | – Manne    |
| Bengt Braskered    | – Leif     |
| Freddy Åsblom      | – Lukas    |
| Källa Bie          | – Clarissa |
| Matilda Ragnerstam | – Jenny    |
| Irene Lindh        | – Mary     |
| Rufus Glaser       | – Ivan     |
| Baxter Renman      | – Filip    |